# 新岭站
新岭站位于辽宁省本溪市，为威宁铁路上的一个火车站。
距离沈阳站68公里，丹东站209公里，隶属沈阳铁路局管辖。